# 格赖涅地区蒙马丹
格赖涅地区蒙马丹（法語：Montmartin-en-Graignes，法語發音：[mɔ̃maʁtɛ̃ ɑ̃ ɡʁɛɲ]）是法国芒什省的一个旧市镇，属于圣洛区。该旧市镇总面积30.34平方公里，2009年时的人口为557人。2019年，格赖涅地区蒙马丹与邻近的4个市镇并入市镇卡朗唐莱马赖。

## 人口
格赖涅地区蒙马丹人口变化图示